# Dean „Tex” Martin: Country Style
Dean „Tex” Martin: Country Style – jedenasty studyjny album muzyczny piosenkarza Deana Martina nagrany i wydany w 1963 roku przez Reprise Records. Był to pierwszy album Martina z muzyką country. Został zaaranżowany przez Dona Coste.

## Utwory
| Nr  | Tytuł                       | Długość |
| --- | --------------------------- | ------- |
| 1.  | I'm So Lonesome I Could Cry | 2:38    |
| 2.  | Face in a Crowd             | 2:51    |
| 3.  | Things                      | 2:40    |
| 4.  | Room Full of Roses          | 3:01    |
| 5.  | I Walk the Line             | 2:26    |
| 6.  | My Heart Cries for You      | 3:13    |
| 7.  | Anytime                     | 2:22    |
| 8.  | Shutters and Boards         | 2:53    |
| 9.  | Blue Blue Day               | 1:49    |
| 10. | Singing the Blues           | 2:10    |
| 11. | Hey, Good Lookin'           | 1:46    |
| 12. | Ain't Gonna Try Anymore     | 2:19    |